# 聖何塞區 (蘭巴耶克省)
6°45′55″S 79°58′41″W / 6.7654°S 79.9780°W
聖何塞區（西班牙語：Distrito de San José），是秘魯的一個區，位於該國西北部蘭巴耶克大區的蘭巴耶克省，始建於1894年11月17日，面積46.7平方公里，海拔高度8米，2005年人口12,156，人口密度每平方公里260人。